# Patrick Leduc
Patrick Leduc (Saint-Lambert, 26 dicembre 1977) è un ex calciatore canadese, di ruolo centrocampista e attuale direttore dell’Académie del CF Montréal .

## Carriera
Ha giocato per tutta la sua carriera con il Montréal Impact con i quali ha collezionato 251 presenze e siglato 11 reti. Il 29 marzo 2011 annuncia il proprio ritiro dal calcio giocato.

### Nazionale
Fa il suo esordio in nazionale maggiore il 7 luglio 2005 subentrando negli ultimi 24 minuti contro l'Honduras. Viene convocato dalla nazionale canadese per la Gold Cup in cui gioca da titolare per le prime due partite della fase a gironi, entrambe perse, contro la Costa Rica e gli Stati Uniti.

## Statistiche

### Cronologia presenze e reti in nazionale
| Cronologia completa delle presenze e delle reti in nazionale ― Canada | Cronologia completa delle presenze e delle reti in nazionale ― Canada | Cronologia completa delle presenze e delle reti in nazionale ― Canada | Cronologia completa delle presenze e delle reti in nazionale ― Canada | Cronologia completa delle presenze e delle reti in nazionale ― Canada | Cronologia completa delle presenze e delle reti in nazionale ― Canada | Cronologia completa delle presenze e delle reti in nazionale ― Canada | Cronologia completa delle presenze e delle reti in nazionale ― Canada |
| Data                                                                  | Città                                                                 | In casa                                                               | Risultato                                                             | Ospiti                                                                | Competizione                                                          | Reti                                                                  | Note                                                                  |
| --------------------------------------------------------------------- | --------------------------------------------------------------------- | --------------------------------------------------------------------- | --------------------------------------------------------------------- | --------------------------------------------------------------------- | --------------------------------------------------------------------- | --------------------------------------------------------------------- | --------------------------------------------------------------------- |
| 2-7-2005                                                              | Atlanta                                                               | Canada                                                                | 1 – 2                                                                 | Honduras                                                              | Amichevole                                                            | -                                                                     | 66’                                                                   |
| 7-7-2005                                                              | Seattle                                                               | Canada                                                                | 0 – 1                                                                 | Costa Rica                                                            | Gold Cup 2005 - 1º turno                                              | -                                                                     | 83’                                                                   |
| 9-7-2005                                                              | Seattle                                                               | Stati Uniti                                                           | 2 – 0                                                                 | Canada                                                                | Gold Cup 2005 - 1º turno                                              | -                                                                     | 67’                                                                   |
| Totale                                                                |                                                                       | Presenze                                                              | 3                                                                     |                                                                       | Reti                                                                  | 0                                                                     |                                                                       |

## Palmarès

### Competizioni nazionali
- A-League/USL First Division: 2

2004 (A-League), 2009 (USL First Division)
- Voyageurs Cup: 6

2002, 2003, 2004, 2005, 2006, 2007
- Canadian Championship: 1

2008